# Liste des métiers d'Homer Simpson
- Haut – A
- B
- C
- D
- E
- F
- G
- H
- I
- J
- K
- L
- M
- N
- O
- P
- Q
- R
- S
- T
- U
- V
- W
- X
- Y
- Z

Cette liste rassemble une grande partie des professions et autres occupations exercées par le personnage de fiction Homer Simpson, dans la série télévisée d'animation Les Simpson. Selon Matt Groening, créateur de la série, Homer aurait eu 188 métiers différents dans les 400 premiers épisodes de la série. Cette facétie du personnage fictif pour ses emplois est l'un des nombreux éléments comiques de la série, puisqu'à l'origine, Homer Simpson est tout de même chargé de la sécurité de la centrale nucléaire de Springfield (sans pour autant en avoir les compétences...).

## A
- Agent et manager (Manager) de :
  - Lurleen Lumpkin (Imprésario de mon cœur)
  - Lisa Simpson et Cameron (Krusty chasseur de talents)
- Agent dormant du FBI (Spy) (Pour quelques milliards de plus)
- Alpiniste (Climber) (L'Abominable Homer des neiges)
- Ambulancier (Ambulance Man)  (Tout un roman !)
- Animateur de talk-show (Animator of a Talk-Show) (Enfin clown)
- Arbitre de football (Arbitrator of Football) (Marge piégée par le net)
- Arbitre de Coupe du Monde Joue pas les arbitres
- Artificier Le Prix de la lâcheté
- Artiste conceptuel (Artist) (Le Chef-d'œuvre d'Homer)
- Artiste - Art performance - l'homme qui reçoit des boulets de canon dans le ventre (Homer le rocker)
- Assistant personnel (Assistant) :
  - d'Alec Baldwin et Kim Basinger (Homer fait son cinéma)
  - de Burns (Homer fait son Smithers)
  - de Carl Carlson Le diable s'habille en nada
  - de Marge Super-Franchise-moi !
- Astronaute de la NASA (Astronaut) (Homer dans l'espace)

## B
- Baby-sitter (Baby-sitter) (La Garderie d'Homer)
- Barman de la taverne de Moe et de son club de chasse (Barman) (Les Maux de Moe)
- Boucher clandestin (Une histoire fumeuse)
- Boxeur (Boxer) (Le Roi du ring)

## C
- Cadre (Privé de jet privé)
- Catcheur mexicain (Mexican Catcher) (Les Baguettes magiques)
- Champion de bras de fer, division amateur (Champion of Arm Wrestling) (Le Fils à maman)
- Chanteur d'opéra (Opera Singer) (Le Barbier de Springfield)
- Chanteur de grunge (Grunge Singer) (Les années 90)
- Charpentier - du moins se faisant passer comme tel (Carpenter) (C'est moi qui l'ai fait !)
- Chasseur de primes (Prime Hunter) (Sexe, Mensonges et Gâteaux)
- Chauffeur de limousine (Limousine Driver) (Mes sorcières détestées)
- Chef de la police de Springfield (après avoir monté sa propre entreprise de sécurité, les Springflics) (Policeman) (Flic de choc)
- Chiropracteur (Chiropractor) (L'Orgueil du puma)
- Chorégraphe des sportifs et metteur en scène du spectacle de mi-temps du Super Bowl XXXIX (Choreographer) (Déluge au stade)
- Clown - sosie officiel de Krusty (Clown) (Homer le clown)
- Conducteur de chasse-neige (Driver of Snowmplow) (Monsieur Chasse-neige)
- Conseiller matrimonial (Matrimonail Agent) (Les Experts ami-ami)
- Contrebandier (Smugler):
  - d'alcool (Bootlegger) pendant la période de prohibition à Springfield (Homer, le baron de la bière)
  - de médicaments (Papy fait de la contrebande)
  - de sucre (La Chasse au sucre)
- Coach de l'équipe junior de football américain de Springfield (Coach) (Fou de foot)
- Coach de sports virtuels Sports d'E-quipe
- Coiffeur : Homer aux mains d'argent
- Collecteur et revendeur de graisse (Grease Salesman) (La Graisse antique)
- Comédien Les Ned et Edna unis
- Conducteur de monorail (Driver of Monorail) (Le Monorail)
- Créateur de fiction fantasy (brièvement) (Lisa la reine du drame)
- Critique de cinéma (Cinema Critic) (Burns fait son cinéma)
- Critique gastronomique (Gastronomic Critic) (La Critique du lard)
- Croupier de blackjack du Monty's Casino (Croupier) (L'Enfer du jeu)
- Cuisinier (Cook) (Folie homérique)

## D
- Dépanneur (Repairman) (Le Cow-boy des rues)
- Designer d'automobile (Designer) (Fluctuat Homergitur)
- Détective - mentionné par Marge (Detective) (Un super big Homer)
- Diacre (Pinaise Fiction)
- Directeur de la centrale nucléaire délocalisée en Inde, et Dieu de ses employés (Director of the Nuclear Plant) (Notre Homer qui êtes un dieu)
- Doubleur (Stand-in) (Itchy, Scratchy et Poochie)

## E
- Écrivain de messages de Fortune cookie (Writer) (Aphrodite Burns)
- Éleveur de chiens d'attaque (Dog Breeder) (Vive les mariés)
- Employé au Bowling (Employee of Bowling) (Et avec Maggie ça fait trois)
- Employé au Gulp 'n' Blow (Employee of Fast-Food) (Vive les mariés)
- Employé au mini-golf (Employee of Mini-Golf) (Vive les mariés)
- Employé de nuit au Kwik-E-Mart (Night Employee of Mini-Market) (Le Poney de Lisa)
- Employé au Sprawl-Mart (Employee of Super-Market) (Qui s'y frotte s'y pique)
- Escroc (Crook) (Les Escrocs)
- Escroc en télémarketing (Telemarketing Crook) (Le Gros Petit Ami de Lisa)

## F
- Fabricant de bougies (Candle Maker) (Vive les mariés)
- Fermier, créateur du tomacco (Farmer) (Une récolte d'enfer)
- Forain (Stallkeeper) (Un drôle de manège)
- Fondateur et président de la Compu-Global-Hyper-Mega-Net (President of a Informatic Company) (Les Petits Sauvages)

## G
- Garde du corps du maire Quimby (Body Guard) (Homer, garde du corps)
- Gardien du centre de détention pour mineur (Keeper) (Fugue pour menottes à quatre mains)

## H
- Hippie (Hippie) (Hippie Hip Hourra !)
- Homme-orchestre (One Mand Band) (Bart devient célèbre)

## I
- Inventeur (Inventor) (La Dernière Invention d'Homer et Un cocktail d'enfer)

## J
- Joueur de bowling (Bowling Player) (Une partie Homérique)
- Joueur de Curling La reine du balai
- Joueur de softball (Softball Player) (Homer la foudre)
- Juge d'un concours de cochons à la foire agricole (après avoir reçu le ticket en argent) (Judge) (Tartman, le vengeur masqué)

## L
- Livreur de nourriture pour personnes âgées (Delivery Man) (Une chaise pour deux)

## M
- Mafioso sous couverture (Gym Tony)
- Maire du Nouveau-Springfield (La Bataille des deux Springfield), et candidat à la mairie de Springfield (Homer maire !)
- Manager à la Globex Corp (Un monde trop parfait)
- Marin réserviste (Un Homer à la mer)
- Mascotte officiel de l'équipe de baseball, les Isotopes de Springfield (Le Dieu du stade)
- Mascotte (l'homme-salamandre) de la sécurité de l'école (Homer maire !)
- Mentor (Vise haut ou vise Homer)
- Militaire (Homer s'engage)
- Missionnaire (Missionnaire impossible)
- Mouchard de prison (Le Bon, Les Brutes et La Balance)
- Musicien, compositeur :
  - Membre, parolier et leader des Bémols (The Be sharp), lauréat d'un Grammy Award (Le Quatuor d'Homer)
  - Auteur de la chanson Tout le monde déteste Flanders (Le Tube qui tue)
  - Compositeur des chansons de Lisa et Cameron (Krusty chasseur de talents)
  - Membre, parolier et leader du groupe grunge Sadgasm dans les années 1990 (Les Années 90)

## O
- Ouvrier sur un champ d'exploitation de pétrole (Proposition à demi indécente)
- Ouvrier dans usine de bonbon (La ville )

## P
- Paparazzi (Homerazzi)
- Pasteur (Mariage à tout prix)
- Parrain de la mafia (Parrain par intérim)
- PDG de la centrale nucléaire du Springfield (Homer patron de la centrale)
- Pêcheur (Les Aqua-tics)
- Père Noël de supermarché (Noël mortel)
- Pompier volontaire (Escroc à grande échelle)
- Président de syndicat (Grève à la centrale)
- Professeur du soir sur le thème "comment réussir son mariage" (Les Secrets d'un mariage réussi)
- Professeur d'université (Professeur Homer)
- Propriétaire :
  - des Broncos de Denver (Un monde trop parfait)
  - de la centrale nucléaire de Springfield (Homer patron de la centrale)
  - de la société Monsieur chasse-neige (Monsieur Chasse-neige)
  - de la Ziffcorp - actionnaire majoritaire (Coup de poker)
  - D'un magasin de trophée La Montre paternelle
- "Public speaker" (Le Cerveau)

## R
- Réalisateur (Mel Gibson les cloches)
- Représentant pour un médicament anti-impuissance (Homer va le payer)
- Représentant pour des voitures autonomes (Autonhomer)
- Responsable municipal des ordures (Vive les éboueurs)
- Responsable de la sécurité du secteur 7G de la centrale nucléaire (emploi principal)
- Responsable de la sécurité dans une usine de bonbons La Ville
- Routier (Beau comme un camion)

## S
- Serveur dans un restaurant Code fille et serveur dans une franchise Est-ce que les bots de pizza rêvent de guitare électrique ?
- Spécialiste en sécurité pour enfants (La Brute et les Surdoués)
- "Singe amuseur" de Mr Burns (La Dignité d'Homer)
- Survivaliste Homer entre en prépa

## T
- Tartman (Tartman, le vengeur masqué)
- Technicien - Roadie (Homer Like a Rolling Stone)
- Tueur à gages (Simpson Horror Show XVIII)
- Tueur de célébrités (Simpson Horror Show XIX)

## V
- Vendeur ambulant d'élixir aphrodisiaque (La Potion magique)
- Vendeur ambulant de Glace (Marge reste de glace)
- Vendeur de matelas (L'Équipe des nuls)
- Vendeur de porte-à porte de couteaux (Vive les mariés)
- Vendeur de porte-à porte de la mascotte des J.O. de Springfield - un ressort (Les vieux sont tombés sur la tête)
- Vendeur chez Footlocker Référence dans (Marge piégée par le net)
- Vendeur de trophée (La montre paternelle )
- Vendeur de porte-à porte de sucre (La Rivale de Lisa)
- Vendeur de voitures d'occasion (Tout un roman !)
- Vice-président de la centrale nucléaire (L'Herbe médicinale)
- Videur de poisson (Le Pire du Soleil-Levant)

## W
- Webmaster/blogger/journaliste (Le Site inter (pas) net d'Homer)